# L'Aulet (Sant Aniol de Finestres)
L'Aulet és un paratge boscós del terme municipal de Sant Aniol de Finestres a la comarca de la Garrotxa (Girona). L'indret està situat a l'extrem nord dels cingles de Can Sotera i al sud del Pla d'en Vila, a una altitud de 411 m, al marge dret de la Riera de Llémena i a escassos 500 m de Sant Martí de Llémena.
Etimologia: aulet és un mot del lèxic comú. Els seu signigicat és alzinar o alzineda (bosc d'alzines).